# Martinsburg (Nebraska)
Martinsburg es una villa ubicada en el condado de Dixon en el estado estadounidense de Nebraska. En el Censo de 2010 tenía una población de 94 habitantes y una densidad poblacional de 348,98 personas por km².

## Geografía
Martinsburg se encuentra ubicada en las coordenadas 42°30′31″N 96°49′55″O / 42.50861, -96.83194, cerca de la confluencia de los ríos Misuri y Misisipi. Según la Oficina del Censo de los Estados Unidos, Martinsburg tiene una superficie total de 0.27 km², de la cual 0.27 km² corresponden a tierra firme y (0%) 0 km² es agua.

## Demografía
Según el censo de 2010, había 94 personas residiendo en Martinsburg. La densidad de población era de 348,98 hab./km². De los 94 habitantes, Martinsburg estaba compuesto por el 97.87% blancos, el 0% eran afroamericanos, el 0% eran amerindios, el 1.06% eran asiáticos, el 0% eran isleños del Pacífico, el 0% eran de otras razas y el 1.06% pertenecían a dos o más razas. Del total de la población el 3.19% eran hispanos o latinos de cualquier raza.